# 巴西城
巴西（英語：Brazil）是一個位於美國印第安納州克萊縣的城市。根據2010年美國人口普查，該地人口為7912人，而該地的面積約為9.57平方千米。同時該地也是克萊縣的縣治。

## 地理
巴西的座標為39°31′30″N 87°07′39″W / 39.52500°N 87.12750°W，而該地的平均海拔高度為200米（即656英尺）。

## 外部連結
- 官方网站